# 산타 컴퍼니 크리스마스의 비밀
산타 컴퍼니 크리스마스의 비밀(サンタ・カンパニー -クリスマスの秘密-)은 아사히 프로덕션에서 제작한 일본의 극장판 애니메이션이다.

## 등장 인물
- 노엘

크리스마스가 무료하게 느껴지는 소녀.
- 벨

산타 컴퍼니에서 활동 중.
- 민트

노엘에게 산타 컴퍼니에 입사를 권한다.
- 토머스

기계 담당.
- 페드로

민트의 오빠.
- 니콜라

부장
- 루돌프 3세

순록으로 그 유명한 루돌프의 손자.
- 칼라

썰매에서 추락한 노엘을 구조한 할아버지. 루돌프 3세가 붙어있는 점으로 산타 컴퍼니와 관련이 있는 듯 하다.